# ناپدید شدن (فیلم ۱۹۹۳)
ناپدید شدن (به انگلیسی: The Vanishing) فیلمی محصول سال ۱۹۹۳ و به کارگردانی جورج سلوزر است. در این فیلم بازیگرانی همچون جف بریجز، کیفر ساترلند، نانسی تراویس، ساندرا بولاک، پارک اورال، لیسا آیشهورن، جرج هرن ایفای نقش کرده‌اند.